# Baccalauréat sciences et technologies de l'hôtellerie et de la restauration
Pour un article plus général, voir Baccalauréat technologique.
En France, le baccalauréat sciences et technologies de l'hôtellerie et de la restauration (STHR) est une des sept séries du baccalauréat technologique. Il remplace depuis la rentrée 2015 l'ancien baccalauréat hôtellerie.
Il permet l'accès aux études supérieures dans le domaine de l'hôtellerie, et de la restauration.
En 2018, 86 établissements proposent cette formation.

## Préparation au lycée
Le baccalauréat STHR est accessible après les classes de première et de terminale STHR, elles-mêmes accessibles après la classe de seconde générale et technologique, commune aux voies générale et technologique ou après une classe de seconde spécifique, spécialement conçue pour la série STHR.
Cette seconde STHR permet entre autres de suivre des cours de cuisine ou de réaliser des stages.
| Niv 4 Bac +0 17 |                                   | Baccalauréat général Arts, SES, SVT, HGGSP, Humanités, LCA, LLCE, Maths, PC, NSI, SVT, SITerminale générale |                                   | Baccalauréat technologique STAV, ST2S, STD2A, STMG, S2TMD, STI2D, STHR, STLTerminale technologique |                     | Baccalauréat professionnel Alimentaire, Vente, Beauté, Bâtiment, Santé, Design, Véhicules, NumériqueTerminale professionnelle | BMA                                   | BP                                    | CS5 CS4 CS3                           | BM                                    | BTM |
| Niv 3 16        | Première générale                 | Première technologique                                                                                      | Première professionnelle          | CAP 2e année                                                                                       | CAP 2e année        | CAP 2e année | CAP 2e année                          | CAP 2e année                          |                                       |                                       |     |
| 15              | Seconde générale et technologique | Seconde générale et technologique                                                                           | Seconde générale et technologique | Seconde professionnelle                                                                            | CAP 1re année       | CAP 1re année | CAP 1re année                         | CAP 1re année                         | CAP 1re année                         |                                       |     |
| RNCP Âge        | Lycée général                     | | Lycée technologique               | | Lycée professionnel | Centre de formation d'apprentis (CFA)                                                                                         | Centre de formation d'apprentis (CFA) | Centre de formation d'apprentis (CFA) | Centre de formation d'apprentis (CFA) | Centre de formation d'apprentis (CFA) |     |

## Épreuves du baccalauréat
Les épreuves de français (écrite et orale) sont anticipées, c'est-à-dire qu'elles sont passées à la fin de l'année de première.
Les évaluations communes (EC) sont passées à trois reprises : au deuxième et au troisième trimestre de la classe de première ainsi qu'au troisième trimestre de la classe de terminale. La note finale obtenue pour la discipline correspond à la moyenne des évaluations passées. A noter que l'Enseignement scientifique alimentation-environnement n'est évalué qu'une fois en EC (troisième trimestre de première). L'éducation physique et sportive est évaluée au travers de trois épreuves ponctuelles, réalisées en cours de formation durant la classe de terminale.
L'évaluation chiffrée des résultats de l'élève correspond donc aux moyennes trimestrielles ou semestrielles obtenues en classe de première et de terminale. Tous les enseignements sont donc pris en compte, qu'ils soient communs, de spécialité ou optionnels. À compter de la session 2021, les épreuves sont les suivantes :
|                                              | Épreuve | Coefficient | Nature de l'épreuve            | Durée |
| -------------------------------------------- | --- | ----------- | ------------------------------ | --- |
| Épreuves terminales                          | Français                                                                                                   | 5           | Écrite                         | 4 heures                                                                                                 |
| Épreuves terminales                          | Français                                                                                                   | 5           | Orale                          | 20 minutes + 30 minutes de préparation                                                                   |
| Épreuves terminales                          | Philosophie                                                                                                | 4           | Écrite                         | 4 heures                                                                                                 |
| Épreuves terminales                          | Épreuve orale terminale                                                                                    | 14          | Orale                          | 20 minutes + 20 minutes de préparation                                                                   |
| Épreuves terminales                          | Sciences et technologies culinaires et des services - Enseignement scientifique alimentation environnement | 16          | Écrite                         | 2 épreuves de 1 heure                                                                                    |
| Épreuves terminales                          | Sciences et technologies culinaires et des services - Enseignement scientifique alimentation environnement | 16          | Pratique                       | 2 épreuves de 2 heures                                                                                   |
| Épreuves terminales                          | Économie-gestion hôtelière                                                                                 | 16          | Écrite                         | 4 heures                                                                                                 |
| Évaluations communes                         | Histoire-géographie                                                                                        | 5           | Écrite                         | 3 évaluations de 2 heures                                                                                |
| Évaluations communes                         | Langue vivante A                                                                                           | 5           | Écrite Orale                   | 1 évaluation écrite de 20 minutes 2 évaluations écrites de 1 heure 20 + 1 évaluation orale de 10 minutes |
| Évaluations communes                         | Langue vivante B                                                                                           | 5           | Écrite Orale                   | 1 évaluation écrite de 20 minutes 2 évaluations écrites de 1 heure 20 + 1 évaluation orale de 10 minutes |
| Évaluations communes                         | Mathématiques                                                                                              | 5           | Écrite                         | 3 évaluations de 2 heures                                                                                |
| Évaluations communes                         | Éducation physique et sportive                                                                             | 5           | Contrôle en cours de formation | Contrôle en cours de formation                                                                           |
| Évaluations communes                         | Enseignement scientifique alimentation-environnement                                                       | 5           | Écrite                         | 2 heures                                                                                                 |
| Évaluation chiffrée des résultats de l'élève | Moyenne générale de la classe de première                                                                  | 5           | /                              | / |
| Évaluation chiffrée des résultats de l'élève | Moyenne générale de la classe de terminale                                                                 | 5           | /                              | / |